# John Campbell (glazbenik)
John Campbell (Richmond, Virginia, 30. rujna 1972.) je američki heavy metal basist najpoznatiji kao basist metal sastava Lamb of God. S Markom Mortonom je jedini izvorni član sastava.

## Privatni život
Campbell je vegetarijanac. Također je diplomirao na vojnoj školi Fishburne u Waynesboru u državi Virginiji.

## Diskografija
Lamb of God
- New American Gospel (2000.)
- As the Palaces Burn (2003.)
- Ashes of the Wake (2004.)
- Sacrament (2006.)
- Wrath (2009.)
- Resolution (2012.)
- VII: Sturm und Drang (2015.)
- Lamb of God (2020.)